# Pseudonectria furfurella
Pseudonectria furfurella är en svampart som först beskrevs av Berk. & Broome, och fick sitt nu gällande namn av Petch 1938. Pseudonectria furfurella ingår i släktet Pseudonectria och familjen Nectriaceae.   Inga underarter finns listade i Catalogue of Life.